# Muzeul Olteniei
Muzeul Olteniei este un muzeu național din Craiova, județul Dolj, România.
Are 3 secții, amplasate în 3 locații diferite în zona centrală a Craiovei, astfel:
- Secția de Științe ale Naturii,amplasată în Str. Popa Șapcă nr. 8. Înființat în 1928, ca Muzeul de Științele Naturii, se unește mai târziu cu Muzeul Regional al Olteniei. Expoziții permanente au fost organizate în 1934, 1954 și 1963. Este desființat abuziv în 1974. A fost reorganizat în clădirea fostei tipografii Ramuri. Clădirea este monument de arhitectură datând din 1926 și adăpostește o colecție paleontologică (mamifere cuaternare), colecție malacologică, colecție entomologică, colecție oologică, colecție ornitologică și mamalogică, ierbar, precum și colecții de mineralogie. [2]
- Secția de Arheologie Istorie, amplasată pe Str. Madona Dudu nr 15 într-o superbă clădire, monument istoric și de arhitectură (1906) cod  DJ-II-m-B-08052, fostă Școală de fete a bisericii Madona Dudu până în 1948. A fost restaurată în 1948, 1962, 1977 și extinsă în urmă cu câțiva ani cu o aripă destinată spațiilor expoziționale și atelierelor de restaurare.
- Secția de Etnografie a Muzeului Oltenia, Str. Matei Basarab nr.16, se găsește în cea mai veche construcție civilă a orașului, Casele Băniei, ridicată în sec. al XV-lea de boierii Craiovești și renovată de Constantin Brâncoveanu. Se află alături de Catedrala Mitropolitană din Craiova,în parcul cu același nume. Adăpostește câteva superbe expoziții etnografice, fotografii, haine, unelte și obiecte populare legate de îndetnicirile tradiționale din zona etnografică a Olteniei.